# Vůz Bwmz RJ
Vozy Bwmz 61 81 29-90 jsou řadou osobních vozů vyrobených původně pro Švýcarské spolkové dráhy (SBB) v letech 1973–1976 jako klimatizované oddílové vozy 1. třídy pro mezinárodní dopravu. V roce 2010 dva z těchto vozů byly rekonstruovány u Deutsche Bahn (DB). Oba rekonstruované vozy v roce 2015 odkoupil RegioJet.

## Vznik řady
Začátkem 70. let 20. století západoevropské železniční společnosti připravily společný nákup větší série komfortních vozů pro mezinárodní dopravu. Financování bylo zastřešeno organizací Eurofima, proto bývají tyto vozy souhrnně označovány jako Eurofima vozy. Na této společné sérii 500 vozů se Švýcarské spolkové dráhy podílely 20 vozy 1. třídy, které byly po dodání označeny jako řada Am 61 85 19-70 500 ... 519.
Po odstavení z provozu u SBB v roce 2010 bylo 15 vozů vyčleněno pro připravovaný prodej k DB, kde měly být vozy rekonstruovány a dále měly být v provozu jako vozy 2. třídy. Rekonstrukcí prošly pouze dva vozy (čísel 909 a 916), po rekonstrukci byly u DB zařazeny do provozu jako Bwmz207.9. Mezitím byl projekt ukončen a zbylých 13 vozů zůstalo ve Švýcarsku (12 z nich odkoupil RegioJet v roce 2012 a provozuje je jako řadu Amz).
U DB byly oba vozy Bwmz odstaveny z provozu v roce 2014 a o rok později je také odkoupil Regiojet.

## Technické informace
Jsou to oddílové vozy s 9 oddíly 1. třídy typu UIC-Z o délce 26 400 mm. Jsou vybaveny podvozky Fiat Y 0272 S pro maximální rychlost 200 km/h.

## Provoz u RegioJetu
Vozy byly zakoupeny v roce 2015. Poněvadž u obou vozů byl již u DB renovován interiér, nemusely být u RJ před zařazením do provozu prováděny velké úpravy. Vozy jsou provozovány v základní tarifní třídě standard.